# Рупп, Роберт
Роберт Рупп (нем. Robert Rupp, 9 февраля 1904 — 6 июля 1979) — германский борец греко-римского стиля, чемпион Европы.

## Биография
Родился в 1904 году в Зандхофене. В 1925 году завоевал серебряную медаль чемпионата Европы. В 1926 году стал чемпионом Европы. В 1929 году вновь сумел завоевать серебряную медаль чемпионата Европы.